# Nerf vestibulaire
Le nerf vestibulaire est l'une des deux branches du nerf vestibulo-cochléaire (nerf crânien VIII).
C'est le nerf sensitif du système vestibulaire destiné au maintien de l'équilibre et à la coordination du regard. Les informations transmises sont liées à la gravité, l'accélération et la position de la tête.

## Trajet
Le nerf vestibulaire est constitué des fibres de cellules bipolaires situées dans le ganglion vestibulaire (de Scarpa) du méat auditif interne.
Les fibres transmettent les informations des cellules ciliées réceptrices du système vestibulaire via deux branches (certains auteurs en retiennent trois) :
- une branche supérieure constituée du nerf utriculaire se terminant dans l'utricule et les nerfs ampullaires antérieur et latéral se terminant dans les canaux semi-circulaires supérieur et latéral. Ils traversent les foramens de l'aire vestibulaire supérieure,
- une branche inférieure constituée du nerf sacculaire se terminant dans la saccule, et le nerf ampullaire postérieur se terminant dans le canal semi-circulaire postérieur. Le premier traverse les foramens de la région vestibulaire inférieure, le deuxième traverse le foramen singulare.

Ces branches rejoignent le ganglion vestibulaire, la branche inférieure rejoignant la partie inférieure du ganglion (dit ganglion de Boettcher).
À partir de ce ganglion le nerf vestibulaire sort du méat acoustique interne par le pore acoustique et il s'unit au nerf cochléaire pour former le nerf vestibulo-cochléaire.
Ce dernier nerf suit le nerf facial et le nerf intermédiaire pour pénétrer dans le tronc cérébral par la partie latérale du sillon bulbo-pontique. Les fibres du nerf vestibulaire y atteignent les noyaux vestibulaires médial, latéral et supérieur.

## Rôle
Le rôle premier du nerf vestibulaire est de transformer les informations vestibulaires (liées à l'équilibre) en un référentiel basé sur la position de la tête par rapport au corps. Ces informations sont utilisées pour mettre à jour dynamiquement ce référentiel.

## Aspect clinique

### Dommage du nerf vestibulaire
En raison de son rôle dans la transformation des coordonnées motrices, le nerf vestibulaire joue implicitement un rôle dans le maintien d'une tension artérielle stable pendant le mouvement, le maintien du contrôle de l'équilibre, la mémoire spatiale et la navigation spatiale. Les causes les plus fréquentes des lésions du nerf vestibulaire sont l'exposition aux antibiotiques ototoxiques, la maladie de Menière, l'encéphalite et certaines maladies auto-immunes rares. En règle générale, les patients dont le nerf est endommagé souffrent d'attaques aiguës de vertiges accompagnées de nausées et vomissements, d'une incapacité à maintenir leur posture et d'un nystagmus horizontal.

### Compensation
Une compensation rapide des lésions du nerf vestibulaire se produit dans les sept à dix jours suivant la survenue des dommages.
Un petit pourcentage de patients présentant des lésions du nerf vestibulaire n'ont pas de compensation et les symptômes persistent. Ces patients se retrouvent avec des crises de vertige à long terme.
Une administration prolongée de bétahistine au nerf endommagé accélère le processus de compensation vestibulaire.
Les patients peuvent également apprendre des stratégies pour retrouver leur équilibre grâce à la kinésithérapie.

## Galerie

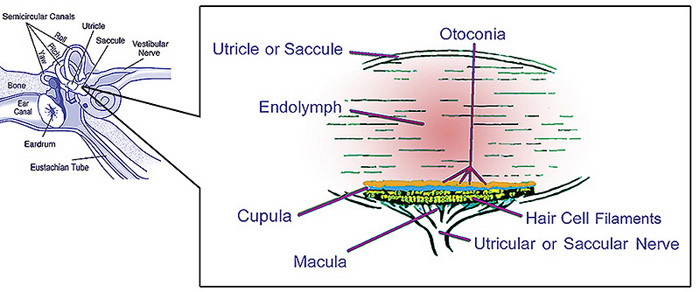
Les organes de l'otolithe